# Horse Pasture (Virginia)
Horse Pasture es un lugar designado por el censo en el  condado de Henry, Virginia  (Estados Unidos). Según el censo de 2010 tenía una población de 2.227 habitantes.

## Demografía
Según el censo del 2000, Horse Pasture tenía 2.255 habitantes, 957 viviendas, y 673 familias. La densidad de población era de 90,5 habitantes por km².
De las 957 viviendas en un 24,1%  vivían niños de menos de 18 años, en un 54,6%  vivían parejas casadas, en un 11,1% mujeres solteras, y en un 29,6% no eran unidades familiares. En el 27,5% de las viviendas  vivían personas solas el 11,9% de las cuales correspondía a personas de 65 años o más que vivían solas. El número medio de personas viviendo en cada vivienda era de 2,36 y el número medio de personas que vivían en cada familia era de 2,83.
Por edades la población se repartía de la siguiente manera: un 20,9% tenía menos de 18 años, un 6,6% entre 18 y 24, un 27,6% entre 25 y 44, un 27,5% de 45 a 60 y un 17,5% 65 años o más.
La edad media era de 42 años. Por cada 100 mujeres de 18 o más años  había 91,6 hombres.
La renta media por vivienda era de 38.036$ y la renta media por familia de 43.333$. Los hombres tenían una renta media de 25.080$ mientras que las mujeres 22.230$. La renta per cápita de la población era de 17.368$. En torno al 6,4% de las familias y el 8,7% de la población estaban por debajo del umbral de pobreza.

## Localidades adyacentes
El siguiente diagrama muestra a las localidades más próximas a Horse Pasture.